# Kobieta olbrzym
Kobieta olbrzym (ang. Attack of the 50 Ft. Woman) – amerykański film telewizyjny sci-fi wyprodukowany w 1993 roku przez stację telewizyjną HBO. Film znany jest w Polsce również pod tytułem "Atak Kobiety Olbrzyma".
Obraz ten jest remakiem filmu z 1958 roku pt. Atak kobiety o 50 stopach wzrostu (tytuł oryginalny Attack of the 50 Foot Woman).

## Obsada
- Daryl Hannah – Nancy Fowler Archer
- Daniel Baldwin – Harry Archer
- Frances Fisher – Dr Theodora Cushing
- Xander Berkeley – Drugi Człowiek
- Lewis Arquette – Pan Ingersol
- Barry Watson – Nastolatek

## Opis fabuły
Główna bohaterka filmu to Nancy Fowler Archer, piękna i zamożna kobieta, która po spotkaniu z "obcymi" zaczyna z niewyjaśnionych przyczyn rosnąć. W pewnym momencie osiąga 50 stóp wysokości, czyli 15 metrów 24 centymetry. Uświadamiając sobie, że taki wzrost daje jej ogromną przewagę nad innymi ludźmi, Nancy postanawia zemścić się na swoim mężu i na wszystkich, których nienawidzi. Rusza przez USA, rozdeptując ludzi i samochody, niszcząc domy, a nawet całe miasta. Do charakterystycznych scen należy między innymi ta, w której Nancy stoi ponad mostem, trzymając w jednej ręce samochód, a w drugiej człowieka. Na dole panuje ogromny popłoch i panika, ludzie porzucają pojazdy skacząc do rzeki, aby nie zostać zmiażdżonymi lub pożartymi. W innej scenie Nancy podnosi autobus pełen turystów, przełamuje go na pół i wytrząsa z niego ludzi aby ich pożreć. Zaś ci, którzy spadają na ziemię, zostają rozdeptani przez jej monstrualną stopę.